# Хун Цзяофань
Хун Цзяофань (Цин Лян кит. упр. 清凉, пиньинь Qīng Liáng), Хуэйхун Цзяофань, Сэн Хуэйхун (кит. трад. 慧洪覺範, упр. 慧洪觉范, пиньинь Huìhóng Jiàofàn, кит. упр. 惠洪, пиньинь Huìhóng, мирская фамилия Пэн кит. упр. 彭, пиньинь Péng) (1071—1128) — китайский поэт, буддийский монах.
Известен как один из крупных поэтов эпохи Сун. Сохранились две его книги: «Молитвенная надпись на каменных вратах» и «Ночные разговоры в холодном кабинете». Его стихи вошли в крупные поэтические антологии.
В буддизме он рассматривается как мастер чань-буддизма по линии Линьцзи, ученик Юнянь Кэвэня. Он известен как составитель большого числа комментариев на сутры, в том числе на Аватамсака сутру (кит. Hua Yen Hsue Tan), и биографий монахов, например «Сокровенные биографии монахов чаньских монастырей» (кит. Chan Lin Seng Bao Zhuan).

## Биография
Родился в империи Сун в Юньчжоуской области (сейчас это место находится на территории уезда Ифэн городского округа Ичунь провинции Цзянси). В Лояне в Храме Небесных Царей получил своё первое имя в дхарме Хуэйхун. Был очень эрудированным, что подчас вызывало опасения у его учителя Чжэньцзина, который усмирял Цзяофаня словами: «Соответствует ли Пути то, что ты говоришь?»
Когда Цзяофань отбросил все свои сомнения, то в ознаменование сочинил стихотворение:
Когда Линъюнь увидел их однажды — он не посмотрит снова:

Эти ветви, украшенные красным и белым, не ведают цветения.

Обездоленный рыбак, ничего не словивший со своей лодки,

Вернулся ловить сетями рыбу и креветок на сухой земле.